# Coupe de Tunisie de football 1945-1946
Navigation
Coupe de Tunisie 1944-1945 Coupe de Tunisie 1946-1947
La Coupe de Tunisie de football 1945-1946 est la 18e édition de la coupe de Tunisie. Elle est organisée par la Ligue de Tunisie de football.

## Résultats

### Huitièmes de finale
| Équipe 1                       | Équipe 2                       | Score 90'        |
| Espérance sportive             | Club athlétique bizertin       | 1 - 0            |
| Olympique de Tunis             | Club africain                  | 2 - 2 puis 2 - 0 |
| Club sportif de Hammam Lif     | Union sportive ferryvilloise   | 1 - 0            |
| Patrie Football Club bizertin  | Avenir musulman                | 2 - 1            |
| Association sportive française | Club tunisien                  | 7 - 2            |
| Union sportive tunisienne      | Jeunesse olympique de Sfax     | 4 - 0            |
| Étoile sportive du Sahel       | Étoile sportive gabésienne     | 0 - 0 puis 4 - 1 |
| Union sportive béjoise         | Jeunesse sportive de Beau Site | 4 - 0            |

### Quarts de finale
| Équipe 1                       | Équipe 2                      | Score 90'        |
| Union sportive tunisienne      | Patrie Football Club bizertin | 0 - 0 puis 0 - 3 |
| Espérance sportive             | Olympique de Tunis            | 1 - 0            |
| Étoile sportive du Sahel       | Club sportif de Hammam Lif    | 2 - 1            |
| Association sportive française | Union sportive béjoise        | 2 - 1 (a. p.)    |

### Demi-finales
| Équipe 1                      | Équipe 2                       | Score 90' |
| Étoile sportive du Sahel      | Association sportive française | 2 - 0     |
| Patrie Football Club bizertin | Espérance sportive             | 3 - 2     |

### Finale
| Équipe 1                      | Équipe 2                 | Score 90' |
| Patrie Football Club bizertin | Étoile sportive du Sahel | 3 - 1     |

## Meilleurs buteurs
Barthélémy Gallard (Patrie Football Club bizertin), attaquant à la stature imposante, marque notamment sept buts dont trois en finale, à partir des huitièmes de finale, suivi de Habib Mougou (ESS) avec cinq buts.

## Source
- La Dépêche tunisienne, rubrique « Sports », 1945-1946